# Stylocordyla longissima
Stylocordyla longissima är en svampdjursart som beskrevs av Sars 1872. Stylocordyla longissima ingår i släktet Stylocordyla och familjen Stylocordylidae. Inga underarter finns listade i Catalogue of Life.